# 嶺南大学
嶺南大学（れいなんだいがく、英語: Lingnan University、公用語表記: 嶺南大学）は、 香港 屯門虎地青山公路嶺南段8號に本部を置く香港の公立大学。1967年創立、1888年大学設置。大学の略称は嶺大。
嶺南大学（れいなんだいがく、英語名：Lingnan University、広東語表記：嶺南大學）は、香港にある法定公営大学である。

## 沿革
かつて広東省に存在した嶺南大学（現在の中山大学の前身の一つ）の分校として、1922年に開設された小学校に起源を持つ。その後中学・高校課程も設けられたが、1952年に中華人民共和国の大学再編に伴って、嶺南大学が中山大学などに再編されたことにより消滅。
しかし、復活を望む人々によって1967年に「嶺南書院」という形で立ち上げられ、1999年7月に「嶺南大学」の名称となった。
旧嶺南大学(1922-1952年)
旧嶺南大学（zh:岭南大学 (广州)）は米国キリスト教長老派系の私立校で、草野心平が1921年に留学しており、林柏生とは同窓生だった。

## 教育体制
3学院、16学部、2つの語文中心(言語センター)、2つの学術部（科学・音楽）などからなる。
学部・学科
- 人文学部
- 商学課程学部
- 社会科学学部
- 教養課程（正式名称：通識課程）学部
- 中国語文教学とテストセンター（中国語文教学與測試中心）
- 英語教学とテストセンター（英語教学與測試中心）

学生数
2,405名（2010-2011年度）
モットー
作育英才，服務社會
Education for Service